# Plutorectis
Plutorectis is een geslacht van vlinders van de familie zakjesdragers (Psychidae).

## Soorten
- P. boisduvali (Westwood, 1854)
- P. caespitosae Oke, 1947
- P. capnaea Turner, 1947
- P. crocobathra Turner, 1947
- P. dysmorpha Turner, 1947
- P. fulva Turner, 1947
- P. grisea (Heylaerts, 1885)
- P. melanodes Meyrick & Lower, 1907
- P. mjoebergi Aurivillius, 1920
- P. pantosemna Turner, 1931
- P. paura Turner, 1947
- P. pelloceros Turner, 1932
- P. xanthochrysa Meyrick & Lower, 1907
- P. zophopepla Meyrick & Lower, 1907